# Zielona Góra
Zielona Góra (njemački:Grünberg in Schlesien, latinski:Thalloris, Prasia Elysiorum, Viridis mons, češki:Zelená Hora) je grad u Lubuskom vojvodstvu u Poljskoj. Zajedno s Gorzówom Wielkopolskim je jedan od dva glavna grada Lubuskog vojvodstva.

## Zemljopis
Grad se nalazi u Poljskoj, na padini doline rijeke Odre u mjestu gdje se presijecaju niz brežuljaka poznati kao Wał Zielonogórski.  Nalazi se oko 80 km od granice s Njemačkom i oko 216 km od glavnog grada Berlina. Od glavnog grada Poljske Varšave udaljen je 460 km, a od drugog sjedišta vojvodstva Gorzówa Wielkopolskog 112 km.
Grad je točka na cesti europski pravac E65 (E65) od Malmöa u Švedskoj kroz gradove Ystad , Świnoujście , Szczecin , Gorzów Wielkopolski , Prag , Brno , Bratislava , Jegersek , Zagreb , Rijeka , Split , Neum , Dubrovnik , Podgorica , Priština , Skoplje , Korint , Tripoli  prema gradu Haniji u Grčkoj.

## Stanovništvo
Prema podacima iz 2007. godine grad ima 117.557 stanovnika. 

### Demografija
Kretanje broja stanovnika:

## Gradovi prijatelji
| - Slovačka Nitra, 1992. - Francuska Troyes, 1970. - Njemačka Verden, since 1993. - Njemačka Cottbus, 1990. - Nizozemska Helmond, 1993. - Italija L'Aquila, 1996. | - Rumunjska Bistrița, 2001. - SAD Aurora - Srbija Kraljevo - NR Kina Wuxi since 2009. - Ukrajina Ivano-Frankivsk, 2000. |

## Galerija
- Gradska vijećnica i trg
- Gradska katedrala
- Kapelica iz 14. stoljeća
- Crkva u gradu
- Toranj iz 15. stoljeća
- Astronomski observatorij
- Restoran
- Gradska knjižnica
- Karta grada
- Grünberg na karti iz 1645. godine
- Atlas iz 1645. godine
- Grünberg na njemačkoj karti iz 1905.

## Vanjske poveznice
- Službena stranica grada
- Vijesti iz grada  Arhivirana inačica izvorne stranice od 11. siječnja 2016. (Wayback Machine)